# Owen Hart
Owen James Hart (Calgary, 7 mei 1965 – Kansas City (Missouri), 23 mei 1999) was een Canadees professioneel worstelaar, die actief was in de World Wrestling Federation tussen 1988 en 1989 als The Blue Blazer en daarna grotendeels onder zijn geboortenaam van 1991 tot zijn overlijden in 1999. 
Hart was de jongste van 12 kinderen van Stu Hart en Helen Hart, en debuteerde in 1986 als lid van 'Stampede Wrestling', de worstelpromotie van zijn vader. Hart sloot in 1988 een overeenkomst met de World Wrestling Federation, maar vertrok een jaar later alweer. Hij keerde terug in 1991, waarna broer Bret Hart en zwager Jim Neidhart hem binnenhaalden in hun team The Hart Foundation. Hart was een 2-voudig WWF Intercontinental Champion, veroverde één keer het WWF European Championship en 4 keer het WWF World Tag Team Championship. Daarnaast was hij winnaar van King of the Ring in 1994.
Vlak voor zijn tragische dood koesterde de federatie grootse plannen rond Hart, maar die plannen konden dus niet worden uitgevoerd. Hart kwam op 23 mei 1999 om het leven bij het evenement Over the Edge. Een death ride zou hem naar de ring begeleiden, maar in het midden van de rit begaf het mechanisme en Hart stortte naar verluidt tussen 15 en 20 meter de diepte in. Hart bezweek later aan zijn verwondingen. 
Owen Hart werd 34 jaar oud en liet een vrouw, Martha - met wie hij sinds 1989 was getrouwd -, en twee kinderen na.

## Professioneel worstelcarrière (1986-1999)

### Vroege carrière & "The Blue Blazer" (1986–1991)
Hart deed zijn eerste worstelervaring op bij de amateurworsteldivisie op de highschool waar hij school liep. Hart begon een professionele worstelcarrière, hoewel dat niet zijn eerste keuze was. Hij ging trainen in de "Hart Dungeon", een trainingskamp in het leven geroepen door zijn vader Stu Hart. In 1986 maakte Hart zijn debuut als lid van zijn vaders promotie 'Stampede Wrestling'. Hij werd verkozen tot PWI Rookie of the Year, een prijs uitgereikt door het magazine Pro Wrestling Illustrated. Hart was kortstondig te zien in een verhaallijn naast Dynamite Kid.
In 1987 en 1988 was Hart aan de slag in 'New Japan Pro Wrestling' (NJPW) in Japan, waar hij één keer het 'IWGP Junior Heavyweight Championship' op zijn naam schreef. Hart verdedigde met succes de titel tegen Jushin Thunder Liger. Door zijn populariteit in Japan stond Hart in de belangstelling van World Wrestling Federation (WWF), dat hem in de lente van 1988 een contract aanbood. In augustus 1988 debuteerde Hart onder de ringnaam "Blue Angel" en droeg een masker. Later creëerde de WWF voor Hart een nieuw gimmick, namelijk dat van superheld "The Blue Blazer". Hart werd geëlimineerd in een traditionele "Survivor Series"-eliminatiewedstrijd bij het evenement Survivor Series. Blazer verloor op 11 maart 1989 van "Million Dollar Man" Ted DiBiase tijdens een aflevering van Saturday Night's Main Event. Later werd Blazer verslagen door "Mr. Perfect" Curt Hennig bij WrestleMania V.
Kort na WrestleMania V verliet Hart de WWF en keerde terug naar 'Stampede Wrestling' tot de sluiting in december 1989. In 1991 verloor Hart zijn masker in een 'Mascara contra Mascara'-wedstrijd tegen de Mexicaanse worstelaar "El Canek". Voorts was Hart in 1991 te zien in enkele shows georganiseerd door World Championship Wrestling, voornamelijk als tag teamworstelaar.

### World Wrestling Federation (1991-1999)

#### The New Foundation (1991–1992)
Er werd nooit een overeenkomst bereikt met WCW over een samenwerking omdat zijn familie niet wilde verhuizen naar Atlanta, de thuishaven van WCW. Hij tekende voor de tweede keer een contract bij de WWF. Inmiddels was het tag team The Hart Foundation, opgericht door zijn oudere broer Bret Hart en Jim Neidhart, immens populair. In de lente van 1991 viel "The Hart Foundation" uit elkaar toen Bret een solocarrière wilde opbouwen en Neidhart een korte pauze wilde inlassen. Toen die laatste terugkeerde van een (kayfabe) blessure, werd Owen erbij gehaald en vormden Owen en Neidhart een team gekend als "The New Foundation".
Harts enige pay-per-view-wedstrijd als partner van Neidhart vond plaats bij het evenement Royal Rumble in januari 1992, die ze verloren van "The Orient Express" (Pat Tanaka & Paul Diamond). Kort daarna verliet Neidhart de WWF. Hart ging even door als soloworstelaar en worstelde tegen Skinner bij WrestleMania VIII. Hart werd opnieuw een tag teamworstelaar en werkte samen met Koko B. Ware als "High Energy" en verloor met Koko B. Ware van The Headshrinkers bij het evenement Survivor Series in november 1992. Twee maanden later werd het team ontbonden, waarna Hart hervatte als soloworstelaar.

#### Ruzie met Bret (1993–1995)
Bret Harts ruzie met Jerry Lawler liep medio 1993 zwaar uit de hand en Owen stond zijn broer bij. Owen vocht tegen Lawler in de 'United States Wrestling Association' (USWA), een worstelpromotie waar enkele worstelaars uit WWF actief waren als heels ("slechterik"). Owen veroverde toen het 'USWA Unified World Heavyweight Championship' van Papa Shango. Owens deelname in de 'WWF vs. USWA'-verhaallijn werd abrupt geschrapt nadat hij een knieblessure opliep in de zomer van 1993 en voor onbepaalde tijd inactief was. 
Hij keerde pas terug in de herfst van 1993, toen Hart en zijn broers Bret, Bruce en Keith het moesten opnemen tegen het team van Lawler bij het evenement Survivor Series. Lawler werd op het laatste nippertje vervangen door Shawn Michaels. Bret worstelde samen met Owen voor het WWF Tag Team Championship tegen "The Quebecers" bij het evenement Royal Rumble in januari 1994. Daar keerde Owen zich definitief tegen zijn broer. 
Owen en Bret hadden een vlekkeloze relatie, maar toen Bret zich (kayfabe) blesseerde en lange tijd onbeschikbaar was, raakte Owen gefrustreerd en viel Bret aan. Het was de start van een langdurige ruzie tussen de broers, die pas twee jaar later eindigde. Naar aanleiding van de ruzie stonden Bret en Owen in maart 1994 tegenover elkaar bij WrestleMania X, waar Owen zegevierde. Later won Bret het WWF Championship en Owen was jaloers. Owen won het King of the Ring-toernooi met de hulp van een wederoptredende Jim Neidhart. Na de zege kreeg Owen de bijnaam "The King of Harts".
Hart werd in augustus 1994 verslagen door zijn broer in een steel cage match bij het evenement SummerSlam, waardoor Bret vasthield aan het WWF Championship. Deze wedstrijd werd later beoordeeld met vijf sterren door Wrestling Observer Newsletter. Owen roerde zich in een titelwedstrijd tussen Bret en kampioen "Diesel" Kevin Nash bij het evenement Royal Rumble in januari 1995. Hart won later het WWF Tag Team Championship van The Smoking Gunns in april 1995 bij WrestleMania XI.
Owen kwam die dag echter naar de ring met een "mystery partner" en daagde de Gunns uit voor een titelwedstrijd. De partner onthulde zichzelf als Yokozuna. Hart koos nadien Jim Cornette en Mr. Fuji als vaste managers. Mr. Fuji was destijds al manager van Yokozuna. Het duo bleef 5 maanden kampioen, tot ze verloren van Two Dudes with Attitudes (Shawn Michaels & "Diesel" Kevin Nash) bij het evenement  In Your House 3. Owen Hart en Yokozuna worstelden samen verder tot het einde van het jaar.

#### Tag team met The British Bulldog (1996–1997)
In het najaar van 1995 was "British Bulldog" Davey Boy Smith lid geworden van "Camp Cornette", de worstelgroep van Jim Cornette. Hart en Davey Boy Smith waren op het scherm "broers". Smith was privé gehuwd met Diana, de zus van Owen. In de zomer van 1996 worstelden de "broers" meer en meer samen als tag team en werden soms bijgestaan door Big Van Vader, die toen ook lid was van "Camp Cornette". Owen deed in 1996 dienst als co-commentator bij het evenement King of the Ring, als gevolg van een armblessure kon hij namelijk niet worstelen. Hart droeg een beschermend verband en gebruikte het als wapen tijdens zijn wedstrijden. 
In september 1996 verwierven Hart en Bulldog een kans op het WWF Tag Team Championship bij het evenement In Your House 10, waar ze The Smoking Gunns versloegen en Jim Cornette in de steek lieten. Hart elimineerde per ongeluk Bulldog in de traditionele Royal Rumble. Hart en Bulldog waren allebei geïnteresseerd in het nieuwe WWF European Championship. Ze maakten onder elkaar uit wie een kans zou verwerven op het kampioenschap. Uiteindelijk was Bulldog de inaugurele winnaar en verloor Bulldog de titel in een kamp tegen Shawn Michaels bij het evenement One Night Only op 20 september 1997. 
Hart en Bulldog prolongeerden hun regeerperiode als WWF Tag Team Champions tegen "The Headbangers" via diskwalificatie tijdens een aflevering van Monday Night Raw op 24 maart 1997. Een week later daagde hij Bulldog uit voor diens WWF European Championship. Dat laatste was uiteindelijk de aanleiding voor een familiereünie van The Hart Foundation op 31 maart 1997, toen Owen en Bulldog een gevecht leverden om het WWF European Championship. Bret Hart kwam naar de ring en sprak met Owen en Bulldog over het belang van de familie. Het trio veegde de spons over het verleden en beleefde een doorstart als een anti-Amerikaanse worstelgroep die voorts opnieuw bestond uit Jim Neidhart en werd aangevuld met Brian Pillman. 

#### The Hart Foundation (1997)
Na de terugkeer van "The Hart Foundation" veroverde Hart al snel voor het eerst het WWF Intercontinental Championship door Dwayne "Rocky Maivia" Johnson te verslaan. Dit betekende dat "The Hart Foundation" elke titel bezat behalve het WWF Championship. Later verloren Owen en Bulldog het WWF Tag Team Championship aan Stone Cold Steve Austin en Shawn Michaels, wat zich voordeed op 25 mei 1997. 
Later startte Hart een verhaallijn naast "Stone Cold" Steve Austin. Hart blesseerde Austin (ongewild) zwaar aan de nek bij het evenement SummerSlam in augustus 1997 door een mislukte Piledriver, waarna deze gebeurtenis in de verhaallijn werd gegoten. Hart droeg T-shirts waarop te lezen stond "Owen 3:16 Broke Your Neck", een knipoog naar Austins bijnaam "Austin 3:16". 
Hart moest het opnemen tegen Faarooq voor het WWF Intercontinental Championship bij het evenement Badd Blood: In Your House in oktober 1997. Owen versloeg Faarooq met Austins hulp, zodat die laatste hem weer kon uitdagen voor de titel. Hart kon het WWF Intercontinental Championship eerst nog twee keer via diskwalificatie behouden, maar Austin versloeg hem bij het evenement Survivor Series in november 1997. Enkele uren later vond Montreal Screwjob plaats. Bret Hart verliet de federatie na dit incident. Davey Boy Smith en Jim Neidhart trokken samen met Bret naar de World Championship Wrestling (WCW), waardoor Owen het enige familielid was dat overbleef in de WWF.

#### "The Black Hart" en The Nation of Domination (1997–1998)
Hart verdween van het scherm tot hij een verrassingsoptreden gaf nadat Shawn Michaels het WWF Championship moest doorgeven aan Ken Shamrock bij het evenement D-Generation X: In Your House. Hij viel Michaels aan en daagde hem uit voor een wedstrijd om het WWF Championship tijdens een aflevering van RAW is WAR op 29 december 1997. Michaels versloeg hem omdat Hunter Hearst Helmsley zich met de wedstrijd bemoeide. Hart won later het WWF European Championship van Triple H, desondanks niet rechtstreeks. Goldust verkleedde zich als Helmsley om hem beet te nemen, maar "WWF Commissioner" Sgt. Slaughter beschouwde het (kayfabe) als legale vervanging. Hart moest de titel doorgeven aan Triple H bij WrestleMania XIV in maart 1998. 
Vier weken later, tijdens een tag team match als partner van Ken Shamrock tegen D'Lo Brown en Dwayne "Rocky Maivia" Johnson, later bekend als "The Rock", keerde Hart zich tegen Shamrock. Hij werd co-leider van "The Nation of Domination" met The Rock en claimde dat hij er genoeg van had, met de woorden: "Enough is enough and it’s time for a change". Daarnaast werd Hart voortaan aangesproken als "The Black Hart". Hij was met "The Nation of Domination" betrokken in een heftige strijd tegen de worstelgroep D-Generation X. Rond deze periode werden Hart en "The Nation" geparodieerd door "D-Generation X", waarbij Hart werd vergeleken met een goudklompje in een wc-pot. 

#### Tag team met Jeff Jarrett & terugkeer "The Blue Blazer" (1998–1999)
Hart bleef lid van "The Nation" tot de zomer van 1998. Na het evenement SummerSlam in augustus 1998 worstelde Hart meermaals als partner van Jeff Jarrett. Hart en Jarrett hadden Debra, Jarretts manager, aan hun zijde. Rond deze periode werd een nieuwe verhaallijn voorgesteld aan Hart, namelijk dat hij op het scherm een liefdesaffaire moest hebben met Debra, iets dat Hart zou afgewezen hebben. Hij keerde in het voorjaar van 1999 spectaculair terug als "The Blue Blazer", zijn voormalig personage in de WWF uit de jaren '80. 
In tegenstelling tot de oorspronkelijke rol van "The Blue Blazer" speelde Hart nu een arrogante heel ("slechterik") die het Attitude Era met minachting aanzag. Hart en Jarrett beëindigden aanvankelijk hun samenwerking op een komische manier. Beiden probeerden te bewijzen dat ze de "echte" Blazer waren. Op 25 januari 1999 versloegen ze Ken Shamrock en The Big Boss Man voor het WWF Tag Team Championship. Hart en Jarrett bleven samen als team tot de dood van Hart in mei 1999.

## Overlijden
Op 23 mei 1999 was Hart voorzien om "The Godfather" Kama Mustafa te verslaan bij het evenement Over the Edge. Het evenement vond plaats in Kansas City. Hart zou een heroïsche entree maken via death ride vergelijkbaar met het personage "The Blue Blazer" en met de entree van Shawn Michaels op 31 maart 1996 voor aanvang van een Iron Man match tegen Bret Hart bij het evenement WrestleMania XII, maar de uitvoering ervan werd in het geval van Hart te weinig geoefend.
In het midden van de rit begaven de kabels van het mechanisme het waarmee Hart naar de ring zou komen op aanzienlijke hoogte. Hart viel zo'n 15 à 20 meter naar beneden, waardoor hij ter plekke een schedelfractuur en een gebroken nek opliep. Even later raakte Hart in coma en werd nog met spoed naar een ziekenhuis in Kansas City gebracht, waar vergeefse pogingen werden ondernomen om de 34-jarige worstelaar te reanimeren.

## In worstelen
- Finishers
  - Als Owen Hart

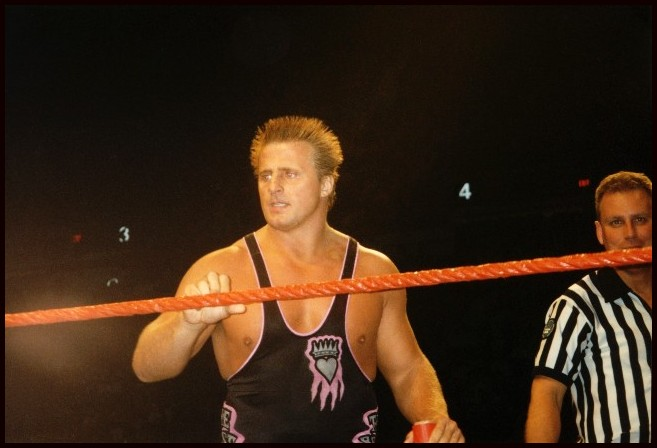
Hart in 1997

    - Bridging Northern Lights suplex (1994–1999)
    - Missile dropkick (1994–1999)
    - Reverse piledriver (1997–1999)
    - Sharpshooter

  - Als The Blue Blazer
    - Diving splash
    - Moonsault
- Signature moves
  - Belly to belly suplex
  - Belly to back suplex
  - Diving elbow drop
  - Diving headbutt
  - Dragon sleeper
  - Enzuigiri
  - Gutwrench suplex
  - Jackknife pin
  - Leg grapevine
  - Spinning heel kick
  - Superkick
- Met Jim Neidhart
  - Rocket launcher
- Managers
  - Jim Cornette
  - Clarence Mason
  - Debra
  - Bret Hart
  - Mr. Fuji
- Bijnaman
  - "The Rocket"
  - "The King of Harts"
  - "Nugget"
  - "The Black Hart"
  - "The Two-Time Slammy Award Winner"

## Prestaties
- New Japan Pro Wrestling
  - IWGP Junior Heavyweight Championship (1 keer)
- Pro Wrestling Illustrated
  - PWI Editor's Award (1999)
  - PWI Feud of the Year (1994) vs. Bret Hart
  - PWI Rookie of the Year (1987)
- Stampede Wrestling
  - Stampede British Commonwealth Mid-Heavyweight Championship (1 keer)
  - Stampede Wrestling International Tag Team Championship (1 keer met Ben Bassarab)
  - Stampede North American Heavyweight Championship (2 keer)
  - Stampede Wrestling Hall of Fame
- United States Wrestling Association
  - USWA Unified World Heavyweight Championship (1 keer)
- World Wrestling Federation
  - WWF European Championship (1 keer)
  - WWF Intercontinental Championship (2 keer)
  - WWF Tag Team Championship (4 keer; 2x met Yokozuna, 1x met British Bulldog en 1x met Jeff Jarrett)
  - King of the Ring (1994)
  - Slammy Award
    - "Squared Circle Shocker" (1996)
    - "Best Bow Tie" (1997)
- Wrestling Observer Newsletter awards
  - 5 Star Match (1994) vs. Bret Hart in een Steel Cage match bij het evenement SummerSlam.
  - Best Flying Wrestler (1987, 1988)
  - Feud of the Year (1997) met Bret Hart, Jim Neidhart, Davey Boy Smith en Brian Pillman vs. Steve Austin.